# Puchar Kosowa w piłce nożnej mężczyzn (2016/2017)
Puchar Kosowa w sezonie 2016/2017 zdobył zespół KF Besa Peć.

## Runda wstępna 1
Mecze tej rundy rozegrano 29 czerwca 2016. Klub Arbëria przeszedł do kolejnej fazy bez gry.
| Drużyna 1        | Wynik | Drużyna 2        |
| ---------------- | ----- | ---------------- |
| Opoja            | 3:0   | Përparimi        |
| Behari           | 3:2   | Kaolini          |
| Australia        | 4:3   | Kastrioti        |
| Ratkoci          | 1:5   | Dardana Kamenica |
| Bashkimi Koretin | 3:0   | Rilindja Kosovës |
| Besa Irzniq      | 5:2   | Bashkimi Gjilan  |
| Malisheva        | 6:0   | Vjosa            |
| 18 Korriku       | 0:3   | Kika             |
| Lepenci Kačanik  | 2:0   | Gryka            |
| Luftëtari        | 3:6   | Tefik Canga      |
| Xerxa            | 5:2   | Dukagjini N.     |
| Iliria           | 0:3   | Besëlidhja       |
| Leshani          | 4:3   | Dushkaja         |
| Lugu i Baranit   | 2:1   | Onix Banjë       |
| Galaksia         | 4:5   | Minatori         |

## Runda wstępna 2
Mecze tej rundy rozegrano 25 oraz 26 października 2016.
| Drużyna 1            | Wynik     | Drużyna 2            |
| -------------------- | --------- | -------------------- |
| 25 października 2016 |           |                      |
| Opoja                | 1:4       | Flamurtari Prisztina |
| 26 października 2016 |           |                      |
| Leshani              | 2:5       | Australia            |
| Ballkani             | 0:2       | Vushtrria            |
| Besëlidhja           | 0:3       | Lepenci Kačanik      |
| Tefik Canga          | 0:2       | Fushë Kosova         |
| Istogu               | 4:2 (pd.) | Behari               |
| Lugu i Baranit       | 3:2 (pd.) | Ramiz Sadiku         |
| Bashkimi Koretin     | 2:0       | Kika                 |
| Vëllaznimi           | 3:1       | Vitia                |
| Ulpiana Lipljan      | 2:0       | Kosova Prisztina     |
| Malisheva            | 2:3       | 2 Korriku            |
| Deçani               | 0:4       | KEK-u Obilić         |
| Minatori             | 0:8       | Dukagjini            |
| Besa Irzniq          | 1:0       | Rahoveci             |
| Vllaznia Pozheran    | 3:1       | Dardana Kamenica     |
| Xerxa                | 0:2       | Arbëria              |

## Runda wstępna 3
Mecze tej rundy rozegrano 9 oraz 10 listopada 2016.
| Drużyna 1            | Wynik        | Drużyna 2         |
| -------------------- | ------------ | ----------------- |
| 9 listopada 2016     |              |                   |
| Flamurtari Prisztina | 1:0          | Australia         |
| Arbëria              | 3:1          | Lugu i Baranit    |
| Vushtrria            | 0:0 (k. 4:5) | Vllaznia Pozheran |
| KEK-u Obilić         | 4:1          | Ulpiana Lipljan   |
| Lepenci Kačanik      | 0:2          | Vëllaznimi        |
| 2 Korriku            | 2:1          | Istogu            |
| Fushë Kosova         | 2:2 (k. 6:7) | Dukagjini         |
| 10 listopada 2016    |              |                   |
| Bashkimi Koretin     | 3:1 (pd.)    | Besa Irzniq       |

## Runda wstępna 4
Mecze tej rundy rozegrano 3 grudnia 2016.
| Drużyna 1            | Wynik | Drużyna 2         |
| -------------------- | ----- | ----------------- |
| Flamurtari Prisztina | 3:1   | Vllaznia Pozheran |
| Bashkimi Koretin     | 3:1   | 2 Korriku         |
| KEK-u Obilić         | 3:1   | Dukagjini         |
| Vëllaznimi           | 2:1   | Arbëria           |

## 1/8 finału
Mecze tej rundy rozegrano 18, 19 oraz 21 lutego 2017.
| Drużyna 1            | Wynik        | Drużyna 2           |
| -------------------- | ------------ | ------------------- |
| 18 lutego 2017       |              |                     |
| Drenica Srbica       | 3:0          | KEK-u Obilić        |
| Ferizaj              | 1:0          | Gjilani             |
| Feronikeli Glogovac  | 2:2 (k. 2:4) | Llapi Podujevo      |
| Hajvalia             | 0:4          | Trepça’89 Mitrowica |
| 19 lutego 2017       |              |                     |
| Besa Pejë            | 3:1 (pd.)    | Drita Gnjilane      |
| Vëllaznimi           | 0:1          | Prishtina           |
| Liria Prizren        | 2:0          | Bashkimi Koretin    |
| 21 lutego 2017       |              |                     |
| Flamurtari Prisztina | 0:0 (k. 4:5) | Trepça              |

## Ćwierćfinał
Mecze tej rundy rozegrano 15 oraz 16 marca 2017.
| Drużyna 1      | Wynik        | Drużyna 2           |
| -------------- | ------------ | ------------------- |
| 15 marca 2017  |              |                     |
| Drenica Srbica | 1:0          | Ferizaj             |
| Llapi Podujevo | 4:3 (pd.)    | Liria Prizren       |
| Besa Pejë      | 1:0          | Prishtina           |
| 16 marca 2017  |              |                     |
| Trepça         | 2:2 (k. 4:3) | Trepça’89 Mitrowica |

## Półfinał
Pierwsze mecze tej rundy zostały rozegrane 29 marca, natomiast rewanże – 19 kwietnia 2017.
| Drużyna 1                            | Wynik dwumeczu | Drużyna 2      | Pierwszy mecz | Drugi mecz |
| ------------------------------------ | -------------- | -------------- | ------------- | ---------- |
| Trepça                               | 2:8            | Besa Pejë      | 2:2           | 0:6        |
| Drenica Srbica                       | 1:4            | Llapi Podujevo | 0:0           | 1:4        |
| Po lewej gospodarz pierwszego meczu. |                |                |               |            |

## Finał
| 31 maja 2017 16:30 CET                                                | KF Llapi Podujevo · Festim Krasniqi 49' (k.) | 1:1 (k. 2:4)(0:1, 1:1, 1:1)                                                  | KF Besa Peć · 29' (k.) Diar Miftaraj | Stadion im. Rizy Lushty, Mitrowica Widzów: 6000 Sędzia: Genc Nuza |
|                                                                       |                                              |                                                                              |                                      |                                                                   |
|                                                                       |                                              | Rzuty karne                                                                  |                                      |                                                                   |
| Florim Bërbatovci · Festim Krasniqi · Berat Hyseni · Kushtrim Shabani |                                              | Përparim Osmani · Diar Miftaraj · Leart Emini · Fisnik Papuqi · Fetim Kasapi |                                      |                                                                   |